# Erillcastell
Erillcastell – miejscowość w Hiszpanii, w Katalonii, w prowincji Lleida, w comarce Alta Ribagorça, w gminie El Pont de Suert.
Według danych opublikowanych przez Institut d’Estadística de Catalunya w latach 2008, 2009, 2014, 2015, 2019 i 2020 miejscowości nie zamieszkiwała ani jedna osoba.